# Степінь точки відносно кола

Рисунок 1. Степінь точки Р відносно кола з центром в точці О. Відстань s зображена помаранчевим кольором, радіус r синім кольором, а дотичний відрізок лінії PT червоним кольором.

У елементарній геометрії площини степінь точки щодо кола — дійсне число h, яке показує відносну відстань заданої точки до даного кола. Зокрема, степінь точки Р щодо кола O радіуса r визначається за формулою (рис. 1)
{\displaystyle h=s^{2}-r^{2},}
де s є відстанню між Р і центром О кола. За цим визначенням точки всередині кола мають від'ємний степінь, точки зовні мають додатний степінь, а точки на колі мають нульовий степінь. Для зовнішніх точок степінь дорівнює квадрату довжини дотичного відрізка, проведеного від точки до кола. Степінь точки також відомий як степінь кола відносно точки.
Степінь точки Р (див. рис. 1) можна еквівалентно визначити як добуток відстаней від точки Р до двох точок перетину будь-якого променя, що виходить з P. Наприклад, на рисунку 1 промінь, що виходить з P, перетинає коло в двох точках, М і N, натомість дотичний промінь перетинає коло в одній точці Т; горизонтальний промінь P перетинає коло в кінцях діаметра, точках А і В. Відповідні добутки відстаней рівні між собою, і також рівні степеню точки Р щодо цього кола
{\displaystyle \mathbf {\overline {PT}} ^{2}=\mathbf {\overline {PM}} \times \mathbf {\overline {PN}} =\mathbf {\overline {PA}} \times \mathbf {\overline {PB}} =(s-r)\times (s+r)=s^{2}-r^{2}=h.}
Цю рівність іноді називають «теоремою про січні», або «про дотичну і січну».
Степінь точки використовують в багатьох геометричних визначеннях і  доведеннях. Наприклад, радикальна вісь двох кіл — це пряма, яка складається з точок, що мають однаковий степінь щодо обох кіл. Для кожної точки на цій прямій є лише одне коло з центром в цій точці, яке ортогонально перетинає обидва кола; що те ж саме, дотичні рівної довжини можна провести з цієї точки до обох даних кіл. Аналогічним способом, радикальним центром для трьох кіл буде єдина точка, з однаковим степенем відносно всіх трьох кіл. Відповідно, існує єдине коло, центр якого збігається з радикальним центром, яке ортогонально перетинає всі ці три кола, еквівалентно, дотичні, проведені з радикального центру до всіх трьох кіл, мають однакову довжину. Діаграма степеня множини кіл ділить площину на області, в межах яких для кола відбувається мінімізація степені.
Більш загальне визначення степеня точки по відношенню до будь-якої алгебричної кривої дав французький математик Едмон Лаґерр аналогічним чином[джерело?]. (Див. нижче.)
Ортогональне коло

Малюнок 2: пунктирне коло з центром в точці Р перетинає дане коло (суцільного чорного кольору) під прямим кутом в точці Т. Квадрат радіуса ортогонального кола дорівнює степеню Р щодо даного кола.

Для точки Р поза колом степінь h дорівнює R2, квадрату радіуса R нового кола з центром в Р, яке перетинає дане коло під прямим кутом, тобто ортогонально (малюнок 2). Якщо два кола перетинаються під прямим кутом в точці Т, то радіуси, проведені до Т з Р і з О, центра даного кола, аналогічним чином перетинаються під прямим кутом (відрізки синього  кольору  на малюнку 2). Таким чином, радіуси кожного кола йдуть по дотичній до іншого кола. Ці відрізки утворюють прямокутний трикутник з відрізком прямої, що з'єднує O і P. Тому за теоремою Піфагора
{\displaystyle R^{2}=s^{2}-r^{2}=p}
де s знову відстань від точки Р до центру даного кола (суцільного чорного кольору на малюнку 2).
Така побудова ортогонального кола корисна для розуміння радикальної осі двох кіл і радикального центра трьох кіл. Точку Т можна побудувати і, таким чином, радіус R і степінь р знайти геометрично шляхом знаходження перетину даного кола з півколом (червоне на малюнку 2) з центром у проміжній точці між О і Р, що проходить через обидві точки. За допомогою простої геометрії також можна показати, що точка Q є інверсією Р відносно даного кола.

## Теореми
Теорема про степінь точки Якоба Штайнера стверджує, що для будь-якої лінії, яке перетинає  коло С в точках Р і Q, степінь точки щодо кола задається з точністю до знака добутком
{\displaystyle AP\cdot AQ}
довжин відрізків від А до Р і А до Q, з позитивним знаком, якщо А поза колом і негативним знаком інакше: якщо А на колі, то добуток дорівнює нулю. У граничному випадку, коли лінія є дотичною до кола, P = Q, і результат безпосередньо випливає з теореми Піфагора.
У двох інших випадках, коли А знаходиться всередині кола, або А знаходиться поза колом, теорема про степінь точки має два наслідки.
- Теорема про хорди, що перетинаються (або теорема про степінь хорда-хорда), стверджує, що якщо точка А всередині кола і PQ і RS є хордами кола, що перетинаються в точці А, то

{\displaystyle AP\cdot AQ=AR\cdot AS}
Значенням цих добутків є недостача степеня точки А щодо кола до нуля.
- Теорема про січні, що перетинаються (або теорема  про степінь січна-січна) стверджує, що якщо PQ і RS є хордами кола, які перетинаються в точці А поза колом, то

{\displaystyle AP\cdot AQ=AR\cdot AS}
У цьому випадку спільне значення добутків - степінь А щодо кола.
- Теорема дотичне-січна є окремим випадком теореми  про січні, що перетинаються, де згадані точки Q і P збігаються, тобто

{\displaystyle AP\cdot AQ=AR\cdot AS}
{\displaystyle AP\cdot AP=AR\cdot AS}
{\displaystyle AP^{2}=AR\cdot AS}
Це твердження корисне в таких застосуваннях: визначення відстані до точки Р на горизонті, вибравши точки R і S, щоб сформувати хорду діаметра, так що RS є діаметр планети, AR - висота над планетою, і АP - відстань до горизонту.

## Добуток Дарбу
Степінь точки є окремим випадком добутку Дарбу між двома колами, який задається так:
{\displaystyle (A_{1}A_{2})^{2}-r_{1}^{2}-r_{2}^{2}}
де A1 і A2 є центрами двох кіл і r1 і r2 є їх радіуси. Степінь точки виникає в спеціальному випадку, коли один з радіусів дорівнює нулю. Якщо два кола перетинаються, то їх добуток Дарбу
{\displaystyle r_{1}r_{2}cos\varphi }
де φ є кут перетину.

## Теорема Лаґерра
Лаґерра визначив степінь точки Р відносно алгебричної кривої степеня n як добуток відстаней від точки до перетинів кола через точку з кривою, поділений на n-й степінь діаметра d. Лаґерра показав, що це число не залежить від діаметра.
У разі, коли алгебрична крива являє собою коло, це не зовсім те саме, що степінь точки щодо кола, визначений в решті цієї статті, але відрізняється від нього на коефіцієнт d2.

## Подальше читання
- C. Stanley Ogilvy[en] (1990), Excursions in Geometry, Dover, pp. 6–23,  ISBN 0-486-26530-7
- Coxeter, H. S. M., S. L. Greitzer (1967), Geometry Revisited, Washington: MAA, pp. 27–31, 159—160, ISBN 978-0-88385-619-2
- Johnson RA (1960), Advanced Euclidean Geometry: An elementary treatise on the geometry of the triangle and the circle (reprint of 1929 edition by Houghton Miflin ed.), New York: Dover Publications, pp. 28–34, ISBN 978-0-486-46237-0